# ハッピーターン
ハッピーターンは、亀田製菓株式会社が製造販売する米菓の商品名（登録商標第2717531号ほか）。楕円形の洋風せんべいである。キャッチフレーズは「しあわせがもどってくるくるハッピーターン」。

## 歴史
1976年に発売された。この名称は商品開発当時、第一次オイルショックの影響で不景気であったことから、「幸福（ハッピー）」が客に「戻ってくる（ターン）」よう願いを込めて名付けられたものである。発売当初は高級感漂うイメージを企図し、エッフェル塔の青色シルエット（背景色は銀色）を表面に塗装した金属缶に詰め、現在価格よりやや割高な価格設定で発売したが売り上げは伸び悩んだ。その後ビニール袋包装し価格も下げ大衆化路線に転じ一般小売で流通した。

## ハッピーパウダー
ハッピーターンは細長い楕円形のせんべいに独特の風味のある調味粉をまぶしているのが特徴で、この調味粉の名称は「ハッピーパウダー」である。
ハッピーパウダーの原料は砂糖・塩・アミノ酸・タンパク加水分解物である。数種類のアミノ酸を加えるため複雑な味があり、俗に「魔法の粉」などと呼ばれることもある。
亀田製菓の社員食堂（一般利用不可）ではハッピーパウダーを用いたオムレツ、サケの衣焼き、ドーナッツなどの料理が提供されている。ここで用いられているハッピーパウダーは社食用に特別に袋詰めされたものである。

## 種類
常時販売されている「ハッピーターン」、「減塩ハッピーターン」の他、期間限定の味の商品が多数出ている。
- シャカシャカハッピー

2005年9月に別袋に粉をつめた「シャカシャカハッピー」を発売。
- 合格するぞ! ハッピーターン

2006年から期間限定で、受験生応援グッズとして「合格するぞ! ハッピーターン」が販売される。パッケージには桜が開花したパターンが印刷され、個包装には受験生へのメッセージが記載されている。
- ハッピーパウダー増量タイプ

「ハッピーパウダー」の量を通常の2倍にした「ハッピーパウダー200%ハッピーターン」を2009年にはコンビニエンスストア限定で発売、2010年4月からはセブン-イレブン限定の商品としてパウダーの量を増やした「ハッピーパウダー250%ハッピーターン」を発売。
- ハッピーターンアイス

2014年9月に明治からコラボ商品「ハッピーターンアイス」が発売された。
- ローソンコラボ商品

2022年5月24日、コンビニ大手ローソンが、亀田製菓とのコラボ商品として、「からあげクン ハッピーターン味」「Lチキ ハッピーターン味」「パウダーまみれのハッピーターン」「飲むハッピーターンオ・レ」、「マルちゃん ハッピーターン味焼そば」（東洋水産とのコラボ）、「ハッピーターン味 焼きそば」（マルちゃんとのコラボ）以上6点を発売した。
- ハッピーターン スパイス

2023年3月27日、第2のハッピーパウダーを目指し、技術担当者約20名が開発にあたった「ハッピースパイス」を使用した新商品「ハッピーターン スパイス」を発売。
- 35g ハッピーターン つらターン

2024年4月1日から期間限定で「35g ハッピーターン つらターン」が発売された。前年のエイプリルフールに公式Xアカウントが投稿した架空の新商品「つらターン」が大きな反響を得て商品化を望む声も多かったため、発売が実現した。なおエイプリルフールネタでは味は「苦い」としていたが、発売された商品は「激辛」となっている。
その他
- ガーリックバター
- 燻製味
- バター醤油
- ベーコンチーズ
- チーズ
- 焼きとうもろこし
- 梅わさび
- シュガーバター
- ヨーグルト

## コンセプトショップ
ハッピーターンの百貨店向け商品としてコンセプトショップ「HAPPY Turn's」（ハッピーターンズ）が2012年10月24日から、阪急うめだ本店のデパ地下にオープンした。「甘じょっぱいパウダー」に木苺や抹茶など様々なフレーバーが用意されている。2013年1月31日からは東京駅一番街「東京おかしランド」で同年5月12日までの期間限定で出店した。2022年12月15日の東京おかしランドリニューアルオープンより常時出店となった。

## マスコットキャラクター
ハッピーちゃん
2004年9月まで。
ハピたん
2004年9月–2009年10月。頭部がハッピーターンの形を模している。
ハッピー王国のターン王子
2009年10月19日の商品リニューアルに伴い新登場。

## CM
※人名は出演者。丸括弧（　）内の年月日表記は、CMもしくはキャンペーンの展開されている期間。
現在
- 千鳥（2023年3月30日-）「亀田の柿の種」のCMにも出演。
- マツコ・デラックス（2019年9月1日 - 2023年3月29日）

企業CMキャラクター「ママツコ」として2019年9月1日付で起用される。「ママツコ」は、一消費者として忌憚なく意見する、子連れの主婦という役回り。ハッピーターンは、キャンペーンの第1弾として「#変わっターン #変わってなかっターン キャンペーン」が、同年9月2日から30日まで展開された。"従来のパウダーキャッチ製法に加えて、味付けの最後にハッピーパウダーをシャワーのように噴き付ける新製法「ハッピーシャワー製法」の採用で微妙に美味しくなったけど、分からない人には分からないと思う"という、自虐ぎみでやや煽りぎみでもあるリニューアル商品が売りで、味見をしたママツコに「変わってないわよ!」と言わせている。キャンペーン第2弾は「亀田の柿の種」（いわゆる柿ピー）であった。
過去
- 多部未華子
  - 商品CMモデル「2012年度下期プロモーション『ハッピーターン ひろがるしあわせ プロジェクト』」イメージキャラクター（2012年10月18日 - ? ）[18][19][20]
  - 「ハッピーでいこう!」篇（2012年10月19日 - ? ）[19][20]　約30年ぶりの新CMとして始まる[19][20]。
  - 「HAPPYTURN DAY TO YOU! キャンペーン」（2013年9月9日 - 10月31日）[21]、ほか
- テゴマス
  - 「ハッピー観察日記」篇（2014年9月15日 - 11月16日）[22]　テゴマス初のCM出演[22]（※確認し得る限りで唯一の出演）。